# Ergebnisse der Kommunalwahlen in Augsburg
In den folgenden Listen werden die Ergebnisse der Kommunalwahlen in Augsburg aufgelistet. Es werden die Ergebnisse der Stadtratswahlen ab 1946 angegeben.
Es werden nur diejenigen Parteien und Wählergruppen aufgelistet, die bei wenigstens einer Wahl mindestens zwei Prozent der gültigen Stimmen erhalten haben. Bei mehrmaligem Überschreiten dieser Grenze werden auch Ergebnisse ab einem Prozent aufgeführt. Das Feld der Partei, die bei der jeweiligen Wahl die meisten Stimmen bzw. Sitze erhalten hat, ist farblich gekennzeichnet.

## Parteien
- AfD: Alternative für Deutschland
- BHE: Bund der Heimatvertriebenen und Entrechteten
  - 1956 und 1960 als GB/BHE: Gesamtdeutscher Block/Bund der Heimatvertriebenen und Entrechteten
  - 1966 als GDP: Gesamtdeutsche Partei
- B’90/Grüne: Bündnis 90/Die Grünen → Grüne
- BP: Bayernpartei
- CSU: Christlich-Soziale Union in Bayern
- Der dt. Block: Der Deutsche Block
- DG: Deutsche Gemeinschaft
- DU: Deutsche Union
- FDP: Freie Demokratische Partei
  - 2002: FDP/Pro A
- FW: Freie Wähler (ab 2014)
- Grüne: Grüne
  - ab 1996: B’90/Grüne
- KPD: Kommunistische Partei Deutschlands
- Linke: Die Linke
  - 2002: PDS
- ÖDP: Ökologisch-Demokratische Partei
- PARTEI: Die PARTEI
- PDS: Partei des Demokratischen Sozialismus → Linke
- REP: Die Republikaner
- SPD: Sozialdemokratische Partei Deutschlands
- V-P: V-Partei³
- WAV: Wirtschaftliche Aufbau-Vereinigung

## Wählergruppen
- AFL: Augsburger Frauenliste
- AiB: Augsburg in Bürgerhand
- B.Block: Bürgerlicher Block
- CSM: Christlich-Soziale Mitte
- FBU: Freie Bürger Union
- FW: Freie Wähler (2002 und 2008)
- FWG: Freie Augsburger Wählergemeinschaft
- GenAUX: Generation AUX
- MSV: Parteifreie Wählergemeinschaft Mieter, Siedler und Verbraucher
- Polit-WG: Polit-WählerGemeinschaft Augsburg
- Pro A: Pro Augsburg
  - 2002: FDP/Pro A
- WSA: Wir sind Augsburg

## Abkürzung
- Wbt.: Wahlbeteiligung

## Stadtratswahlen 1946 bis 1990
Stimmenanteile der Parteien in Prozent
| Jahr | Wbt. | CSU  | SPD  | Grüne | CSM  | REP  | FDP | BP   | KPD  | Sonstige |
| ---- | ---- | ---- | ---- | ----- | ---- | ---- | --- | ---- | ---- | -------- |
| 1946 | 87,5 | 50,5 | 34,2 |       |      |      | 2,7 |      | 6,5  | 16,11    |
| 1948 | 76,9 | 29,9 | 27,8 |       |      |      | 5,2 | 20,1 | 11,3 | 25,82    |
| 1952 | 72,2 | 33,4 | 33,8 |       |      |      | 7,7 | 10,0 | 3,6  | 311,53   |
| 1956 | 68,9 | 37,5 | 38,2 |       |      |      | 5,3 | 7,1  | 2,8  | 49,14    |
| 1960 | 65,3 | 36,6 | 43,8 |       |      |      | 4,2 | 5,7  |      | 59,75    |
| 1966 | 62,2 | 37,9 | 46,5 |       |      |      | 5,3 | 2,0  |      | 68,36    |
| 1972 | 71,1 | 44,9 | 46,5 |       |      |      | 2,3 |      |      | 76,37    |
| 1978 | 73,2 | 46,8 | 44,5 |       |      |      | 2,7 |      |      | 86,08    |
| 1984 | 66,7 | 32,9 | 44,9 | 4,2   | 15,0 |      | 1,3 |      |      | 1,7      |
| 1990 | 66,7 | 43,1 | 28,7 | 10,8  |      | 10,2 | 2,5 |      |      | 95,29    |

Sitzverteilung der Parteien, die mindestens bei einer Wahl mehr als zwei Sitze erhalten haben
| Jahr | Gesamt | CSU | SPD | KPD | FDP | BP | BHE | CSM | Grüne | REP |
| ---- | ------ | --- | --- | --- | --- | -- | --- | --- | ----- | --- |
| 1946 | 41     | 22  | 15  | 2   | 1   |    |     |     |       |     |
| 1948 | 42     | 13  | 12  | 5   | 2   | 9  |     |     |       |     |
| 1952 | 42     | 15  | 16  | 1   | 3   | 4  | 1   |     |       |     |
| 1956 | 50     | 20  | 20  | 1   | 3   | 3  | 2   |     |       |     |
| 1960 | 50     | 18  | 22  |     | 3   | 2  | 3   |     |       |     |
| 1966 | 50     | 19  | 24  |     | 3   | 1  | 2   |     |       |     |
| 1972 | 60     | 28  | 29  |     | 1   |    |     |     |       |     |
| 1978 | 60     | 29  | 28  |     | 1   |    |     |     |       |     |
| 1984 | 60     | 20  | 28  |     |     |    |     | 10  | 2     |     |
| 1990 | 60     | 27  | 17  |     | 1   |    |     |     | 6     | 6   |

Sitzverteilung der Parteien, die nie mehr als zwei Sitze erhalten haben
| Jahr | WAV | FWG | DG | MSV | B.Block | DU-FWG | FW | ÖDP |
| ---- | --- | --- | -- | --- | ------- | ------ | -- | --- |
| 1946 | 1   |     |    |     |         |        |    |     |
| 1948 | 1   |     |    |     |         |        |    |     |
| 1952 |     | 1   | 1  |     |         |        |    |     |
| 1956 |     |     |    | 1   |         |        |    |     |
| 1960 |     |     |    | 2   |         |        |    |     |
| 1966 |     |     |    | 1   |         |        |    |     |
| 1972 |     |     |    |     | 2       |        |    |     |
| 1978 |     |     |    |     | 1       | 1      |    |     |
| 1984 |     |     |    |     |         |        |    |     |
| 1990 |     |     |    |     |         |        | 2  | 1   |

Fußnote
11946: darunter: WAV: 4,0 %, DU: 2,1 %

21948: darunter: WAV: 3,7 %, Der dt. Block: 2,1 %

31952: darunter: FWG: 3,6 %, BHE: 3,5 %, DG: 2,8 %

41956: darunter: GB/BHE: 3,9 %, MSV: 3,7 %

51960: darunter: GB/BHE: 4,9 %, MSV: 4,2 %

61966: darunter: GDP: 3,3 %, MSV: 3,1 %

71972: darunter: B.Block: 2,4 %

81978: darunter: DU-FWG: 2,9 %

91990: darunter: FW: 3,4 %

## Stadtratswahlen ab 1996
Stimmenanteile der Parteien in Prozent
| Jahr   | Wbt. | CSU  | Grüne | SPD  | AfD | FW  | Linke | FDP | ÖDP | GenAUX | Pro A | CSM | FBU |
| ------ | ---- | ---- | ----- | ---- | --- | --- | ----- | --- | --- | ------ | ----- | --- | --- |
| 119961 | 56,2 | 44,1 | 10,5  | 29,4 |     | 0,6 |       | 1,7 | 3,1 |        |       |     | 4,3 |
| 2002   | 52,4 | 43,5 | 8,7   | 36,4 |     | 1,9 | 1,2   | 3,5 | 1,8 |        | FDP   |     | 3,0 |
| 2008   | 47,6 | 40,1 | 10,3  | 30,1 |     | 1,7 | 3,5   | 2,7 | 1,5 |        | 9,4   |     | 0,8 |
| 2014   | 41,2 | 37,7 | 12,4  | 22,4 | 5,9 | 3,6 | 3,2   | 1,6 | 1,9 |        | 5,1   | 4,2 |     |
| 2020   | 45,3 | 32,2 | 23,4  | 14,3 | 6,6 | 4,5 | 3,7   | 2,3 | 2,2 | 2,1    | 1,8   |     |     |

Sitzverteilung der Parteien, die mindestens bei einer Wahl mehr als zwei Sitze erhalten haben
| Jahr | Gesamt | CSU | Grüne | SPD | AfD | FW | Pro A | CSM |
| ---- | ------ | --- | ----- | --- | --- | -- | ----- | --- |
| 1996 | 60     | 28  | 6     | 19  |     |    |       |     |
| 2002 | 60     | 27  | 5     | 23  |     | 1  | FDP   |     |
| 2008 | 60     | 25  | 6     | 19  |     | 1  | 6     |     |
| 2014 | 60     | 23  | 7     | 13  | 4   | 2  | 3     | 3   |
| 2020 | 60     | 20  | 14    | 9   | 4   | 3  | 1     |     |

Sitzverteilung der Parteien, die nie mehr als zwei Sitze erhalten haben
| Jahr | Linke | ÖDP | Polit-WG | FDP | GenAUX | AiB | WSA | PARTEI | V-P | FBU | REP | AFL |
| ---- | ----- | --- | -------- | --- | ------ | --- | --- | ------ | --- | --- | --- | --- |
| 1996 |       | 2   |          | 1   |        |     |     |        |     | 2   | 1   | 1   |
| 2002 |       | 1   |          | 2   |        |     |     |        |     | 1   |     |     |
| 2008 | 2     |     |          | 1   |        |     |     |        |     |     |     |     |
| 2014 | 2     | 1   | 1        | 1   |        |     |     |        |     |     |     |     |
| 2020 | 2     | 1   |          | 1   | 1      | 1   | 1   | 1      | 1   |     |     |     |

Fußnote
1 1996: zusätzlich: REP: 2,8 %, AFL: 2,7 %